# Итило
Итило (на гръцки: Οίτυλο, катаревуса Οίτυλον, Итилон) е село в Република Гърция, област Пелопонес, дем Източен Мани. Селото има население от 331 души (2001).

## Личности
Родени в Итило
- Димитрис Апостолакос, гръцки революционер, деец на Гръцката пропаганда в Македония